# Бе-Джеймс

Осень в Бе-Жамсе

Бе-Жамс (фр. Baie-James) — неурбанизированная административная территория общей площадью 297 329,66 км², занимающая 98 % земель регионального муниципалитета Жамези в регионе Север Квебека, Квебек. В состав территории не включаются 4 города: Шибугамо, Лебель-сюр-Кевильон, Шапе, Матагами. Население — 1394 чел. (2006 г., перепись), проживающие в 7-и посёлках: Радиссон, Вильбуа, Валькантон, Валь-Паради, Бокантон, Демаревиль и Микелон. Это преимущественно франкоканадцы. Официальный язык — французский. Основное занятие населения — обслуживание комплекса ГЭС проект Бе-Жамс на р. Гранд-Ривьер. Основная автомагистраль — Транстайга север-юг.

## Динамика населения
- 2006: 1394
- 2001: 1422
- 1996: 1978
- 1991: 3073